# 허니버터칩
허니버터칩은 해태제과에서 2014년 8월 출시한 감자칩이다. 2014년 후반기부터 2015년 초 사이 허니버터칩은 SNS 등지의 입소문을 중심으로 화제가 되었다. 2019년 3월, 시즌 한정판 제품으로 '허니버터칩 체리블라썸'을 출시하였다.

## 개요
허니버터칩은 해태제과와 일본 제과업체 가루비가 합작해 설립한 해태가루비에서 출시한 제품으로, 한국 감자칩 시장에서 오리온과 농심에 밀려 고전을 면치 못하던 해태제과가 내놓은 새 형태의 감자칩 제품이다. 허니버터칩 개발에 참고가 된 제품은 2년 전인 지난 2012년 일본 가루비에서 나왔으나, 버터와 꿀 등을 가미한 이 감자칩은 당시 일본 시장에서 별다른 인기를 끌지 못했다.

## 인기
2014년 후반기부터 2015년 초 사이 허니버터칩은 SNS 등지의 입소문을 중심으로 꾸준한 인기를 끌었다. 물량이 부족하여 암시장에서 거래가 되기도 하고, 2014년 11월 12일에는 일시적으로 발주가 중단된 적도 있었으며, 동년 8월 출시 이후 3개월만에 50억원의 매출을 올렸다. 허니버터칩은 2014년 11월 18일 기준 매출액 103억원, 850만 개 판매를 달성하였으며 이에 대한 영향으로 해태제과의 모회사인 크라운제과의 주가가 11월에만 52% 상승하였다. 허니버터칩의 인기가 올라감에 따라 허니버터칩을 다른 상품과 묶어서 판매하는 상황도 발생하였고, 하이트진로의 '뉴하이트'는 허니버터칩을 증정하는 행사를 펼쳐서 허니버터칩을 구매하고자 하는 소비자를 끌어들여서 행사가 진행된 매장에서 매출이 50%가량 증가하였다.
이러한 허니버터칩의 인기 요인에 대해 고정관념에서 벗어난 달콤하고 짭짤한 맛의 감자칩이기 때문이다는 관측이 제기되었다. 이에 덧붙여 허니버터칩의 성공 요인으로 감자칩은 짜다는 고정관념을 깨고 달콤하고 고소한 맛을 넣은 것, SNS를 비롯한 입소문 마케팅을 통해 인기를 높인 것, 공급량을 통제하여 희소성을 만들어 줄을 서서 사게 하고 싶게 한 것, 사전조사와 연구개발을 통해 충분히 준비한 점 등이 허니버터칩의 성공 요인이라는 주장들이 제기되었다. 다만 꼬꼬면의 사례를 들어서, 인기에 편승하여 공장을 증설하면, 소비자들은 상대적으로 구하기 쉬운 "쉬운물건"으로 취급해버리기 시작하고 이에 따라 본능적인 수요자체가 없어지면서 손해를 볼 수 있기 때문에 공장증설의 주장을 지적하는 시각도 있다. 후속작으로 허니통통과 자가비 허니마일드맛이 출시되었다.
허니버터칩의 열풍에 편승하여 과자류 외에도 허니버터팩, 쥐치포, 허니버터 폰케이스 등 허니버터칩의 디자인과 이름을 도용한 각종 제품들이 출시되었다.
2016년 2월 해태제과는 허니버터칩 생산라인을 증설하였다. 이후 마트에서 박스째로 할인판매를 하는 사진이 기사화되어 '과자의 인기가 하락세인데 생산라인을 늘린 것은 잘못된 선택이 아닌가'라는 비판이 나왔다. 여기에 해태 측은 제품은 완판되고 있으며 생산량이 늘어나서 남는 것처럼 보이는 것이라고 해명했다. 증설 이후로 허니버터칩은 대부분의 매장에서 재고가 많고 할인판매를 하는 곳도 매우 흔해졌다.

## 에피소드
허니버터칩에 애벌레가 있었다는 트위터 글이 올라온 적이 있으나, 해태제과 측은 녹말의 마찰로 생긴 현상이며 육안으로 보아도 애벌레가 아니라고 밝혔다.

## 원재료 및 영양성분
허니버터칩은 프랑스산 고메버터와 국내산 아카시아꿀을 함유했다고 광고하여 인기를 끌었다. 겉봉에 표기된 원재료명은 다음과 같다.

감자(국내산)
혼합식용유[팜올레인유(말레이시아산)58.98%
해바라기유(수입산)40%
토코페롤(혼합형)]
복합조미식품[허니버터맛시즈닝{결정과당, 백설탕, 정제소금, 탈지분유(우유), 버터혼합분말65(대두), 이스트익스렉트파우다YE3(효모추출물), 천연향신료(파슬리후레이크), 아카시아꿀분말(아카시아꿀(국내산), 고메버터(프랑스산)}(밀)]

감자(국내산)85.8%
허니버터맛시즈닝6.0%[아카시아꿀(국내산)0.01%
고메버터(프랑스산)0.01%]함유

## 비판
허니버터칩이 대성공을 거두자 '허니버터'를 차용한 수많은 유사상품과 파생상품이 등장하였다. 이 열기에 대해 '한 제품이 성공하면 일제히 따라하는 대한민국의 행태'를 비판하는 목소리가 나왔다.

### 꿀 함유량 논란
허니버터칩을 개발한 해태제과의 정명교 연구소장은 "(허니버터칩의) 부드럽게 올라오는 맛을 구현하기 위해 재료를 찾다 보니 아카시아 벌꿀이 그 맛이었다.", "고소한 맛도 내야 하는데 버터를 써봤으나 만족할 만한 맛이 나오지 않았다"며 "29번째 배합에서 고메버터를 넣어봤다. 프랑스산으로 일반 버터와 달리 발효한 버터라 깊은 맛이 나왔다."라고 인터뷰에서 말했다.
그러나 실제 허니버터칩 한 봉지 안에 허니버터맛시즈닝이 6% 들어있고 이 허니버터맛시즈닝 안에 고메버터와 아카시아꿀이 각각 0.01%씩 들어있으므로, 실제 고메버터와 아카시아꿀의 함유량은 0.0012%이다. 이는 사람이 맛을 느낄 수 없을 정도의 극미량으로, 아카시아 벌꿀을 넣어서 부드럽게 올라오는 맛을 구현하였다거나 고메버터를 넣어서 깊은 맛이 나왔다는 정명교 연구소장의 인터뷰 내용은 전혀 타당하지 않고 이는 소비자를 기만하는 행위이다. 또한 버터 대신에 고메버터를 넣었다고 하였지만 실제 허니버터칩의 성분을 보면 극미량 함유된 고메버터 대신 "버터혼합분말65"라는 일반 버터로 추정되는 성분이 들어 있으며, 단맛을 내기 위해 아카시아꿀이 아닌 결정과당과 백설탕이 사용되었다.